# Episodi di Grantchester (quarta stagione)
La quarta stagione della serie televisiva Grantchester è composta da sei episodi.
| nº | Titolo originale | Titolo italiano | Prima TV Regno Unito | Prima TV Italia  |
| -- | ---------------- | --------------- | -------------------- | ---------------- |
| 1  | Episode 1        | Episodio 1      | 11 gennaio 2019      | 9 dicembre 2019  |
| 2  | Episode 2        | Episodio 2      | 18 gennaio 2019      | 9 dicembre 2019  |
| 3  | Episode 3        | Episodio 3      | 25 gennaio 2019      | 16 dicembre 2019 |
| 4  | Episode 4        | Episodio 4      | 1º febbraio 2019     | 16 dicembre 2019 |
| 5  | Episode 5        | Episodio 5      | 8 febbraio 2019      | 23 dicembre 2019 |
| 6  | Episode 6        | Episodio 6      | 15 febbraio 2019     | 23 dicembre 2019 |